# Ирано-палестинские отношения
Ирано-палестинские отношения — двусторонние дипломатические отношения между Ираном и частично признанным государством Палестиной, которое включает в себя две территории: Сектор Газа и Западный берег реки Иордан. Иран официально поддерживает концепцию существования независимого палестинского государства и признаёт Государство Палестину. Высший руководитель Ирана Али Хаменеи отвергает план создания двух государств для двух народов и считает, что территория Палестины не подлежит разделению, в то время как бывший президент Ирана Махмуд Ахмадинежад призвал провести общий референдум для всего палестинского населения, включая арабских граждан Израиля, для определения структуры правительства в будущем палестинском государстве, заявив, что создание Палестины рядом с Израилем «никогда не станет одобрением израильской оккупации».
До Исламской революция в Иране в 1979 году Организация освобождения Палестины (ООП) поддерживала тесные связи с иранскими оппозиционными группами. После Исламской революции Иран прекратил союзнические отношения с Израилем и начал поддерживать борьбу палестинцев, символом чего стала передача здания израильского посольства в Тегеране для нужд Организации освобождения Палестины.

## История
Во время правления шахиншаха Мохаммеда Резы Пехлеви Иран стал второй мусульманской страной после Турции, которая фактически признала Израиль. Организация освобождения Палестины поддержала Исламскую революцию в Иране в 1979 году и через несколько дней после окончания революции председатель Организации освобождения Палестины Ясир Арафат возглавил палестинскую делегацию в Иране. Палестинские делегаты были публично встречены и новые иранские власти символически передали им ключи от бывшего израильского посольства в Тегеране, которое затем стало палестинским посольством.
В сентябре 2000 года началась Интифада Аль-Аксы после провала мирных переговоров в Кэмп-Дэвиде, Ясир Арафат распорядился освободить заключенных сторонников организаций ХАМАС и Палестинский исламский джихад, что укрепило отношения между Ираном и Палестинской национальной администрацией. В 2002 году спецподразделение израильских ВМС захватило палестинское грузовое судно Карин А, на борту которого находилось около 50 тонн современного вооружения, которое планировалось доставить из Ирана в Сектор Газа.

## Поддержка ХАМАС
По мнению председателя Палестинской национальной администрации Махмуда Аббаса ХАМАС финансируется правительством Ирана, которое отрицает этот факт. Иран также поставляет летальную военную помощь для ХАМАС, включая ракеты Fajr-5, M-75 и M-302, а также дроны.
В 2004 году объёмы оказания Ираном помощи ХАМАС увеличилась после смерти Ясира Арафата и вывода войска Израиля из Сектора Газа в 2005 году. После победы ХАМАС на выборах в Палестине в 2006 году оказание иностранной помощи прекратилось, а Тегеран наоборот направил значительные объёмы финансовой помощи для поддержки возглавившего Палестинскую национальную администрацию ХАМАС.
В июле 2015 года высокопоставленный чиновник ХАМАС сообщил, что организация больше не получает помощь от Ирана, возможно, из-за поддержки ХАМАС повстанцев в Гражданской войне в Сирии, а также улучшения отношений с Саудовской Аравией.

## Мнение должностных лиц Палестины
Спикер Палестинской автономии Набиль Абу Рудайне сказал о бывшем президенте Ирана Махмуде Ахмадинежаде, что «тот, кто не представляет иранский народ, так как фальсифицирует результаты выборов, притесняет иранский народ и узурпирует власть, поэтому не имеет права говорить о Палестине, её президенте или её представителях».
В сентябре 2010 года бывший президент Ирана Махмуд Ахмадинежад заявил, что мирные переговоры в Вашингтоне не достигнут поставленных целей, поскольку ХАМАС является истинным представителем палестинского народа. Представители Палестинской автономии ответили на эти иранские заявления «беспрецедентной жесткостью». Омар Аль-Гул заявил, что пришло время положить конец иранскому «режиму смерти и разрушения». Пресс-секретарь ФАТХ Усама Аль-Кавасми заявил, что Иран стремится разделить Палестину, разжечь гражданскую войну, а также провоцирует межрелигиозные и этнические конфликты во многих странах арабского мира, и по этой причине Иран не может принести пользу палестинскому народу.